# Maria del Carmen
Maria del Carmen Fidalgo Sanchez Puga (A Cañiza, 4 de novembro de 1948) é uma política hispano-brasileira. Cursou o primário na Escola Nossa Senhora da Guia e no Colégio Dom Bosco, em 1963, e o secundário no Colégio Central da Bahia, em 1967, em Salvador (BA). Formou-se em Engenharia Civil pela Escola Politécnica, na Universidade Federal da Bahia (UFBA), em 1973. 
Exerceu diversos cargos na administração pública estadual e municipal. 
Elegeu-se deputada estadual pelo PSDB para o período 1995-1999. Passou para o PT, pelo qual foi eleita vereadora de Salvador em 2004. Renunciou ao mandato em 2007 para ser diretora-presidente da Companhia de Desenvolvimento Urbano do Estado da Bahia (CONDER), de 2007 a 2009. Nas eleições de 2010, voltou a se eleger deputada estadual, desta vez pelo PT.